# Al-Hanaya
Al-Hanaya (in arabo ﺍﻟﻬﻨﻴـة‎?) è una città dell'Iraq sull'Eufrate. È menzionata come una delle città frequentemente visitata dai mercanti Radaniti.
La lettura del testo del geografo Ibn Khordādbeh relativo a un itinerario dei Radaniti - l'al-Kitāb al-masālik wa al-mamālik (Il libro delle strade e dei reami) - parla di una tappa nel centro abitato di al-Jābiya, che tuttavia Michael Jan de Goeje sospettava fosse invece al-Hanaya.

L'equivoco di lettura è dato dal fatto che il ductus delle consonanti arabe dei due toponimi è assai simile, variando solo in funzione dei puntini diacritici soprastanti o sottostanti le consonanti stesse.